# Kisho Yano
Kisho Yano (矢野 貴章, Yano Kisho, Hamamatsu, 5 april 1984) is een Japans voetballer die als aanvaller speelt.

## Carrière
Kisho Yano speelde tussen 2003 en 2011 voor Kashiwa Reysol, Albirex Niigata en Freiburg. Hij tekende in 2012 bij Albirex Niigata.

## Japans voetbalelftal
Kisho Yano debuteerde in 2007 in het Japans nationaal elftal en speelde 19 interlands, waarin hij 2 keer scoorde.

## Statistieken
| Japans voetbalelftal | Japans voetbalelftal | Japans voetbalelftal |
| Jaar                 | Wed.                 | Dlp.                 |
| -------------------- | -------------------- | -------------------- |
| 2007                 | 7                    | 1                    |
| 2008                 | 5                    | 0                    |
| 2009                 | 4                    | 1                    |
| 2010                 | 3                    | 0                    |
| Totaal               | 19                   | 2                    |